# موفان
شبکه چندجانبه یوفو یا موفان، یک سازمان غیرانتفاعی مستقر در آمریکا است که به بررسی موارد مورد ادعا در خصوص رؤیت یوفوها می‌پردازد. موفان یکی از برزگترین و قدیمی‌ترین سازمان‌های تحقیقی غیرنظامی در خصوص یوفوها در آمریکا است.
موفان در اصل به عنوان یک شبکهٔ یوفوی غرب میانه در ۱۳ مه سال ۱۹۶۹ در کوئینسی، ایلینوی توسط والتر اچ. اندروس، آلن اوتکه، جان شوسلر و افراد دیگری تأسیس شد. بیشتر اعضای اولیهٔ موفان پیشتر با سازمان پژوهش پدیده‌های هوایی (APRO) همکاری داشته‌اند.
این سازمان ادعا می‌کند که با بیش از ۴,۰۰۰ عضو در سراسر جهان در قارهٔ آمریکا بیشترین تعداد عضو را دارد. موفان با همکاری جمعی از متصدیان منطقه‌ای، سالیانه یک همایش بین‌المللی برپا می‌کند و به صورت ماهیانه مجله‌ای با عنوان موفان یوفو منتشرمی‌کند.